# Cesare Cesarini
Cesare Cesarini (Passignano sul Trasimeno, 1905 – Firenze, 1973) è stato un compositore e direttore d'orchestra italiano.
Nacque a Passignano sul Trasimeno nel 1905, da giovane si trasferì a Firenze, dove rimase fino alla sua morte. Alla città adottiva dedicò numerose canzoni, come Firenze sogna, Non canta più Firenze, Il campanile di Giotto, Serenata lontana · Notti fiorentine, Serenata a Firenze, Viale dei tigli, Stornellando alla toscana, Rumba alla fiorentina, Rondini, La canzone del grillo. Scrisse anche alcune canzoni con Bixio Cherubini come Calendimaggio. Compose la colonna sonora del film Redenzione.